# Vitbröstad myrfågel
Vitbröstad myrfågel (Rhegmatorhina hoffmannsi) är en fågel i familjen myrfåglar inom ordningen tättingar.

## Utseende och läte
Vitbröstad myrfågel är en 14–15 cm lång myrfågel med en stor bar fläck runt ögat,  vitt på strupe, bröst och örontäckare samt olivbrun ovansida. I övrigt skiljer sig dräkterna åt mellan könen. Hanen är svart på övre delen av huvudet, honan kastanjebrun. Honan har vidare beigekantade svarta fjäderspetsar på täckarna, manteln och resten av undersidan medan hanen istället är otecknad, med grå undersida. Sången inleds med en lång, böjd visling följt av sex till sju kortare visslingar som böjs nedåt och avslutas med några mörkare sträva toner. Lätena liknar santarémmyrfågelns, ett hårt "chirr" och ett plötsligt "chip".

## Utbredning och systematik
Fågeln förekommer från centrala Amazonområdet till Mato Grosso i Brasilien. Den behandlas som monotypisk, det vill säga att den inte delas in i några underarter.

## Status och hot
Arten har ett stort utbredningsområde, men tros minska i antal, dock inte tillräckligt kraftigt för att den ska betraktas som hotad. Internationella naturvårdsunionen IUCN listar arten som livskraftig (LC).

## Namn
Fågelns vetenskapliga artnamn hedrar tysken Wilhelm Hoffmanns (1865–1909) som samlade in typexemplaret.